# Primarias del Partido Republicano de 2012 en Oklahoma
Las Primarias del Partido Republicano de 2012 en Oklahoma se hicieron el 6 de marzo de 2012. Las Primarias del Partido Republicano fueron unas Primarias, con 43 delegados para elegir al candidato del partido Republicano para las elecciones presidenciales de Estados Unidos de 2012.  En el estado de Oklahoma estaban en disputa 43 delegados.

## Elecciones

### Resultados
| Primarias Republicanas de Oklahoma de 2012 | Primarias Republicanas de Oklahoma de 2012 | Primarias Republicanas de Oklahoma de 2012 | Primarias Republicanas de Oklahoma de 2012 |
| Candidato                                  | Votos                                      | Porcentaje                                 | Delegados nacionales                       |
| ------------------------------------------ | ------------------------------------------ | ------------------------------------------ | ------------------------------------------ |
| Rick Santorum                              | 96,849                                     | 33.8%                                      | 14                                         |
| Mitt Romney                                | 80,356                                     | 28.0%                                      | 13                                         |
| Newt Gingrich                              | 78,730                                     | 27.5%                                      | 13                                         |
| Ron Paul                                   | 27,596                                     | 9.6%                                       | 0                                          |
| Rick Perry (retirado)                      | 1,291                                      | 0.45%                                      | 0                                          |
| Michele Bachmann (retirada)                | 951                                        | 0.33%                                      | 0                                          |
| Jon Huntsman (retirado)                    | 750                                        | 0.26%                                      | 0                                          |
| delegados no proyectados                   | delegados no proyectados                   | delegados no proyectados                   | 3                                          |
| Totals                                     | 286,523                                    | 100.0%                                     | 43                                         |